# Innenstadt-Ost (Karlsruhe)

Mapa de Innenstadt-Ost na cidade de Karlsruhe

Innenstadt-Ost é um bairro de Karlsruhe. É limitado pelos bairros Innenstadt-West, Südstadt e Oststadt. O bairro tem 6.542 habitantes (situação em 2014).
Em Innenstadt-Ost está localizada a maior parte das edificações do Instituto de Tecnologia de Karlsruhe. Além disso o bairro abriga o Karlsruher SC com seu edifício sede e o Wildparkstadion, com capacidade de 29.699 lugares.
Em 1825 foi fundada a Universidade de Karlsruhe. A partir de 1952 foi construído o Wildparkstadion.

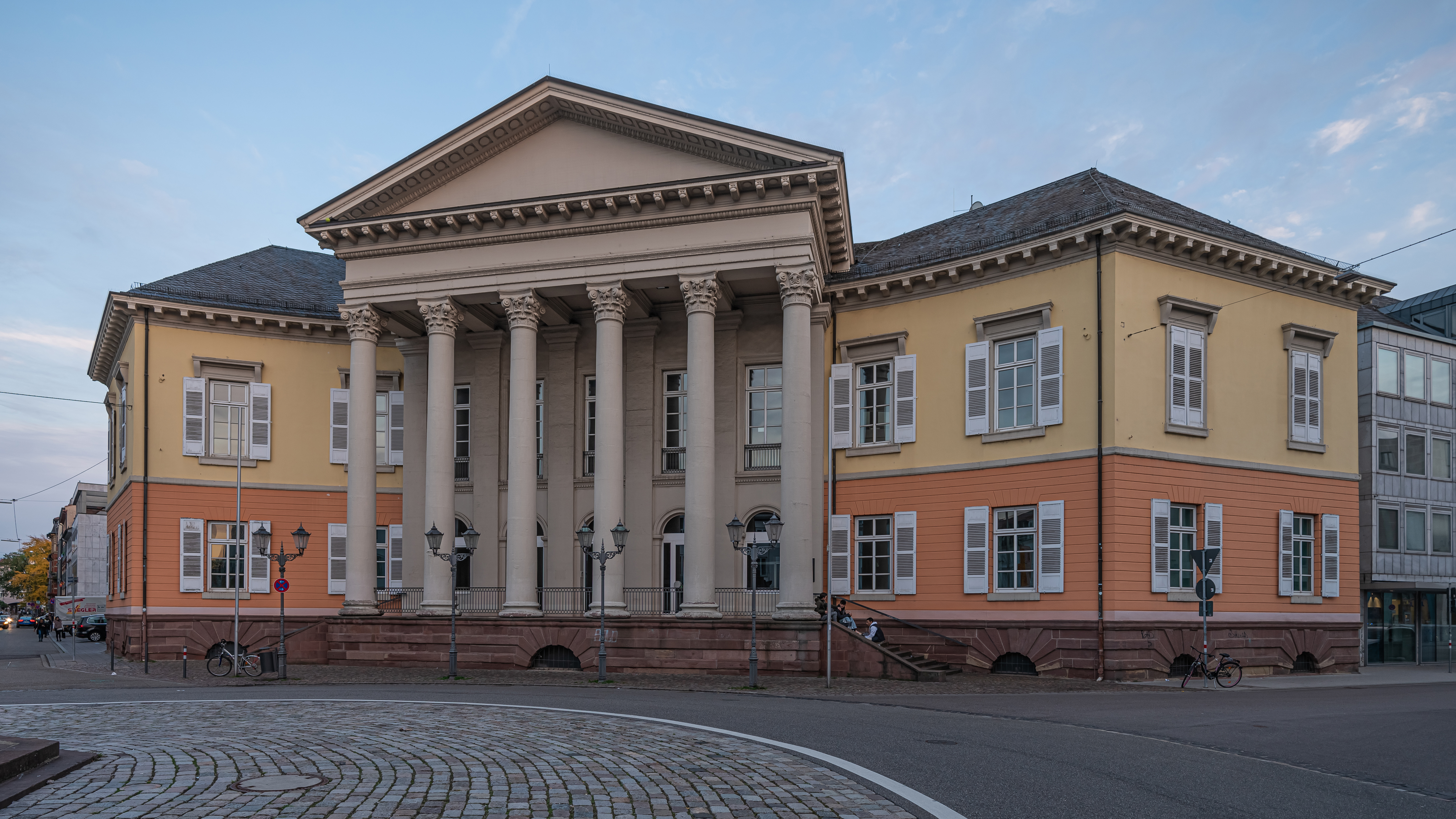
Markgräfliches Palais
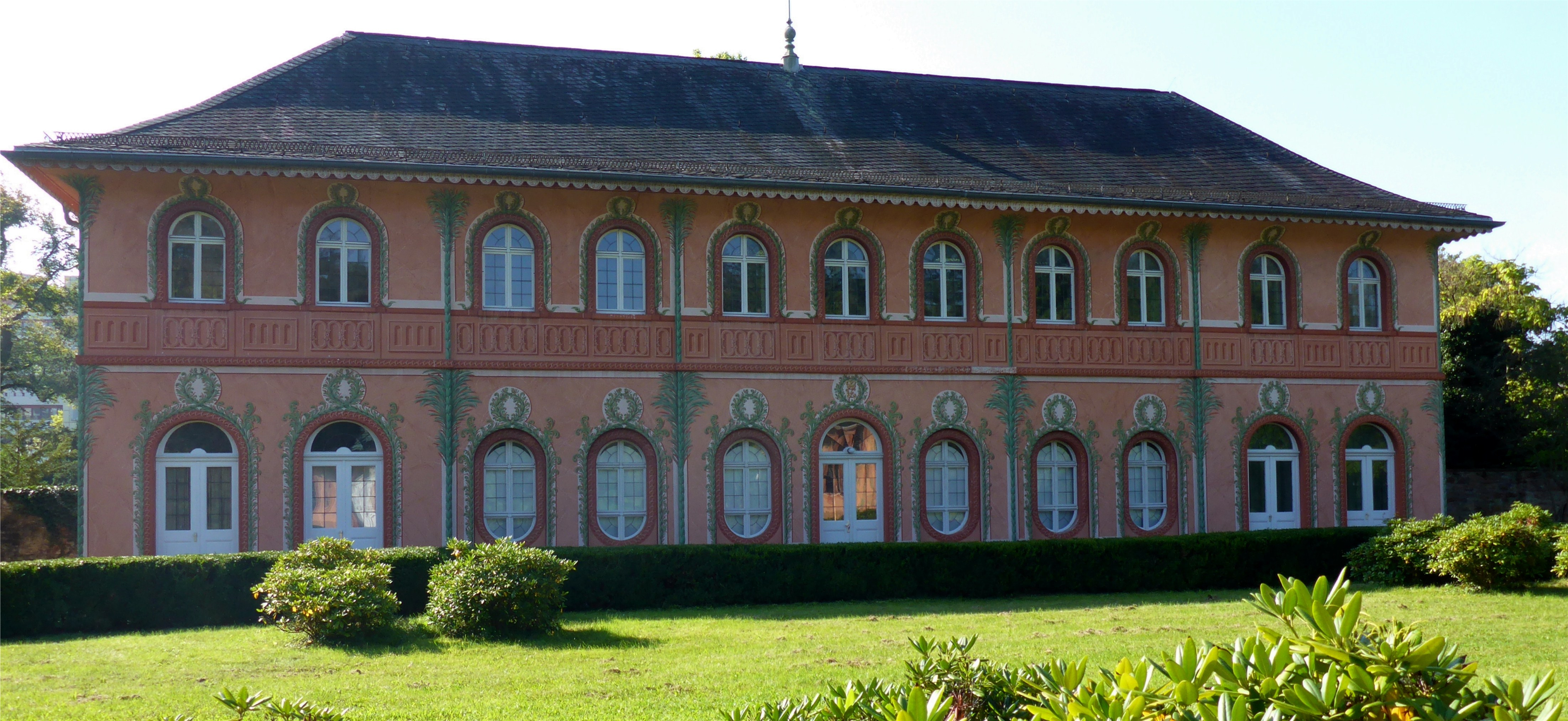
Fasanengarten-Schlösschen
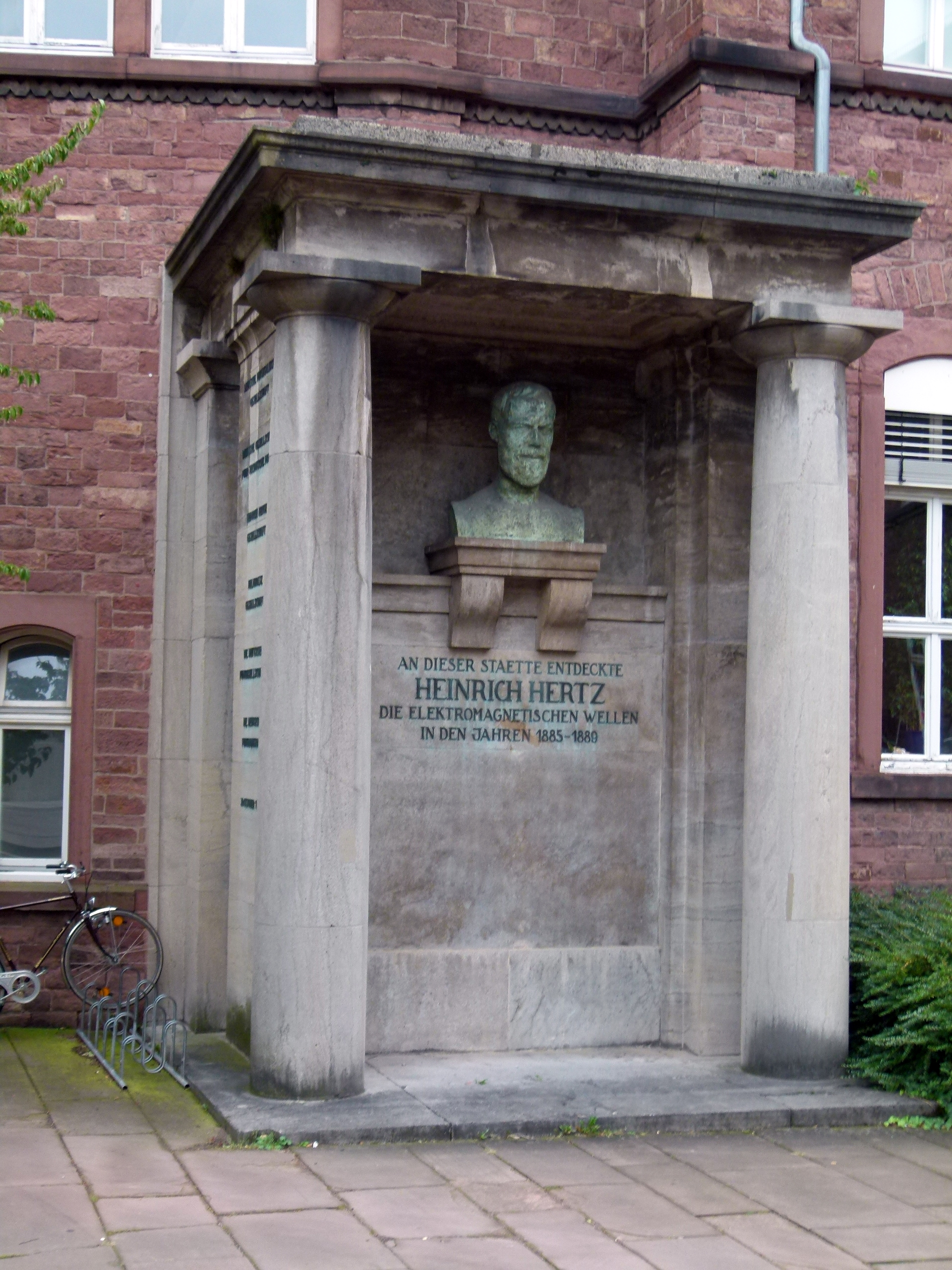
Heinrich-Hertz-Denkmal
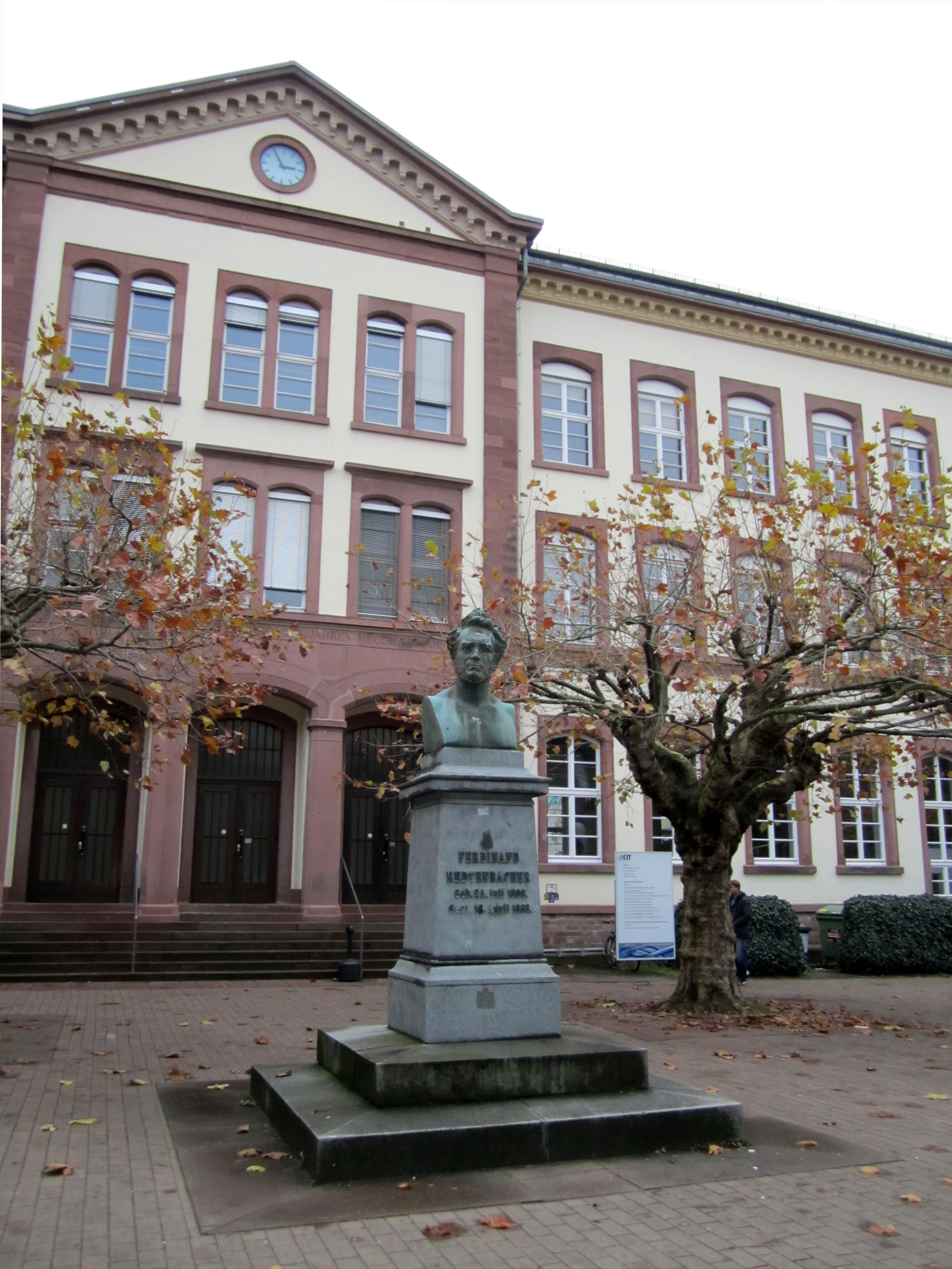
Ferdinand-Redtenbacher-Büste
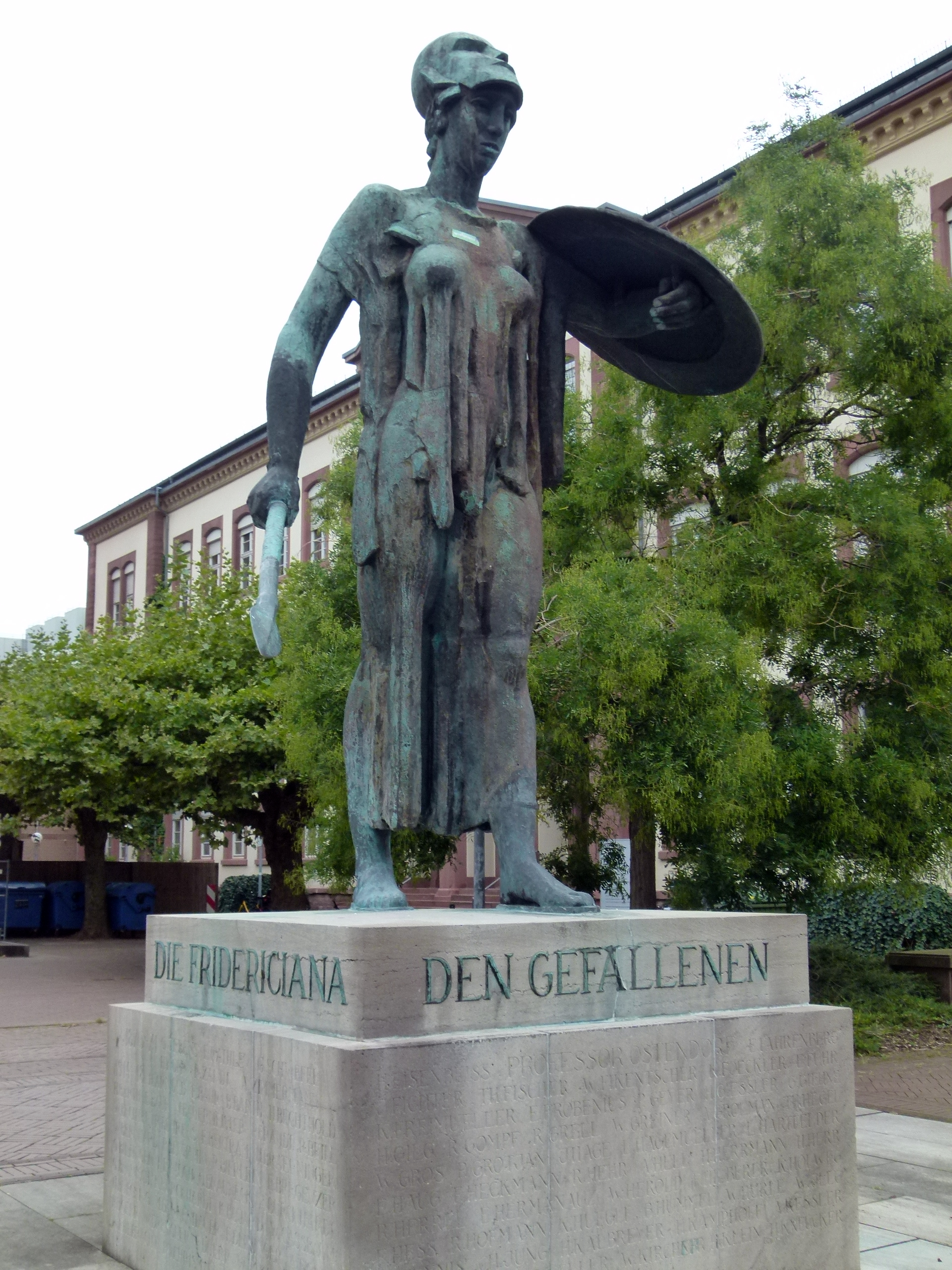
Bronzestatue Pallas Athene